# Liste d'écrivains ayant été militaires ou ayant écrit sur l'armée
Cette page présente une liste d'écrivains ayant été militaires ou ayant écrit sur l'armée.
- Haut – A
- B
- C
- D
- E
- F
- G
- H
- I
- J
- K
- L
- M
- N
- O
- P
- Q
- R
- S
- T
- U
- V
- W
- X
- Y
- Z

## A
- Ammien Marcellin
- Guillaume Apollinaire
- Charles Ardant du Picq

## B
- Henri Barbusse
- Thomas-Robert Bugeaud
- Dietrich Adam Heinrich von Bülow
- André Beaufre
- Erwan Bergot

## C
- Louis-Ferdinand Céline
- Miguel de Cervantes
- Jules César
- Pierre Choderlos de Laclos
- Carl von Clausewitz
- Pierre Clostermann
- Jean-Roch Coignet

## D
- Roméo Dallaire
- Roland Dorgelès

## E
- Jean Echenoz
- Énée le Tacticien

## F
- Ferdinand Foch
- Frédéric II de Prusse
- Frontin
- Alain-Fournier

## G
- Joseph Simon Galliéni
- David Galula
- Charles de Gaulle
- Romain Gary
- Maurice Genevoix
- Võ Nguyên Giáp
- Michel Goya
- Heinz Guderian
- Jacques-Antoine-Hippolyte de Guibert

## H
- Jaroslav Hašek
- Hérodote

## J
- Antoine de Jomini
- Ernst Jünger
- Paul-Gédéon Joly de Maïzeroy

## K
- Joseph Kessel

## L
- Pierre Lemau de La Jaisse
- Basil Henry Liddell Hart
- Hubert Lyautey (Louis Hubert Gonzalve)

## M
- Machiavel (Nicolas)
- Michelin (Jean)
- Molaine (Pierre)
- Moltke (Helmuth Karl Bernhard von) dit « Molkte l'aîné »
- Henri Mordacq
- Blaise de Monluc
- Musashi (Miyamoto)

## N
- Napoléon Ier

## O
- Onosandre

## P
- Polybe
- Polyen
- Ernest Psichari

## R
- Erich Maria Remarque
- Erwin Rommel
- Louis Rossel

## S
- Guy Sajer
- Antoine de Saint-Exupéry
- Charles Saski
- Ernst von Salomon
- Alfred von Schlieffen
- Saad El Shazly
- Enzo Sereni
- Sun Bin
- Sun Zi ou Sun Tzu

## T
- Thucydide
- Trinquier (Roger)

## V
- Vauban Sébastien Le Prestre (de)
- Alfred de Vigny
- Végèce

## W
- Alexandre Wassilieff

## X
- Xénophon